# 帕偉·鄂本
帕偉鄂本（Pawel L. Urban，？—），波兰化學家，專長研究領域為質譜學及生化分析。目前是國立清華大學化學系分析化學領域的教授。 他畢業於約克大學。他的研究興趣包括質譜法和生化分析。

## 學術活動
帕偉鄂本開發了多項分析化學方法:如水凝膠微量採樣法、氣泡萃取法、化學反應成像系統，和質譜微陣列等分析方法。他已經發表了許多研究論文並且也出版了兩本專書，其中一本是有關於以時間解析質譜為主題的書。他目前是科學報告Scientific Reports、硬件HardwareX、Heliyon及PeerJ的編輯委員會成員，並曾擔任皇家學會所出版的期刊中一期的客座編輯Philosophical Transactions of the Royal Society A。